# Hans-Joachim Borzym
Hans-Joachim Borzym, född 7 januari 1948 i Brandenburg an der Havel i Tyskland, är en östtysk roddare.
Han tog OS-brons i åtta med styrman i samband med de olympiska roddtävlingarna 1972 i München.